# Michaela Dorfmeister
Michaela Dorfmeister, avstrijska alpska smučarka, * 25. marec 1973, Dunaj.
Michaela Dorfmeister je ena najuspešnejših alpskih smučark. Nastopila je na treh zimskih olimpijskih igrah in leta 2006 osvojila naslova olimpijske prvakinje v smuku in superveleslalomu, leta 1998 pa še naslov podprvakinje v superveleslalomu. Na svetovnih prvenstvih je osvojila naslova prvakinje v smuku in superveleslalomu ter še srebro v smuku in bron v superveleslalomu. V svetovnem pokalu je osvojila en veliki kristalni globus za zmago v skupnem seštevku svetovnega pokala, pet malih kristalnih globusov za zmago v seštevku posamičnih disciplin ter 25 posamičnih zmag.